# Пилипівська сільська рада (Чуднівський район)
Пилипівська сільська рада — колишня адміністративно-територіальна одиниця та орган місцевого самоврядування у Троянівському і Чуднівському районах Житомирської і Бердичівської округ, Вінницької та Житомирської областей Української РСР з адміністративним центром у селі Пилипівка.

## Населені пункти
Сільській раді на час ліквідації були підпорядковані населені пункти:
- с. Пилипівка;
- с. Пилипівка Друга.

## Населення
Кількість населення ради, станом на 1923 рік, становила 2 410 осіб, кількість дворів — 399.
Відповідно до перепису населення СРСР, станом на 17 грудня 1926 року, чисельність населення ради становила 2 038 осіб, з них, за статтю: чоловіків — 1 028, жінок — 1 010. Кількість господарств — 500, з них несільського типу — 11.

## Історія та адміністративний устрій
Створена 1923 року в с. Пилипи (згодом — Пилипи Перші, Пилипівка) П'ятківської волості Житомирського повіту Волинської губернії. 7 березня 1923 року включена до складу новоутвореного Троянівського району Житомирської округи. 17 червня 1925 року, відповідно до постанови ВУЦВК та РНК УСРР «Про адміністраційно-територіяльне переконструювання Бердичівської й суміжних з нею округ Київщини, Волині й Поділля», сільську раду передано до складу Чуднівського району Бердичівської округи. 2 січня 1926 року, відповідно до рішення Бердичівської ОАТК (протокол № 1/4 «Про відкриття нових сільрад»), сільську раду розділено на українську та російську частини з утворенням Пилипівської російської сільської ради Чуднівського району.
Станом на 1 вересня 1946 року сільська рада входила до складу Чуднівського району Житомирської області, на обліку в раді перебувало с. Пилипівка.
11 серпня 1954 року, відповідно до указу Президії Верховної ради Української РСР «Про укрупнення сільських рад по Житомирській області», до складу ради включено с. Пилипівка Друга ліквідованої Пилипівської Другої сільської ради Чуднівського району.
Ліквідована 5 березня 1959 року, відповідно до рішення Житомирського облвиконкому № 161 «Про ліквідацію та зміну адміністративно-територіального поділу окремих сільських рад області», територію та населені пункти ради приєднано до складу П'ятківської сільської ради Чуднівського району Житомирської області.